# Rydberg-formule
De Rydberg-formule (of Rydberg-Ritz-formule) wordt in de atoomfysica gebruikt om het volledige elektromagnetische spectrum van de lichtemissie van waterstof te bepalen. Later werd deze formule uitgebreid voor "elk" element door gebruik te maken van het Rydberg-Ritz-combinatieprincipe.
Het spectrum is de verzameling golflengtes van fotonen die uitgezonden worden wanneer elektronen tussen twee energieniveaus overspringen, de schillen rond de atomen. Deze ontdekking werd gebruikt als ondersteunend bewijs voor de kwantummechanica.
De formule werd uitgevonden door de Zweedse natuurkundige Johannes Rydberg en gepubliceerd op 5 november 1888.

## Rydberg-formule voor waterstof
{\displaystyle {\frac {1}{\lambda _{\mathrm {vac} }}}=R_{\mathrm {H} }Z^{2}\left({\frac {1}{n_{1}^{2}}}-{\frac {1}{n_{2}^{2}}}\right)}
Waarin:
{\displaystyle \lambda _{\mathrm {vac} }} de golflengte van het uitgezonden licht in vacuüm,
{\displaystyle R_{\mathrm {H} }} de Rydbergconstante voor waterstof,
{\displaystyle R_{\mathrm {H} }={\frac {m_{e}e^{4}}{8\varepsilon _{0}^{2}h^{3}c}}=1.097\;373\;156\;852\;5\;(73)\times 10^{7}\ \mathrm {m} ^{-1},}
{\displaystyle n_{1}} en {\displaystyle n_{2}} zijn gehele getallen, zodanig dat {\displaystyle n_{1}<n_{2}},
Z is het atoomnummer, 1 voor waterstof.
Door {\displaystyle n_{1}} op 1 te zetten en {\displaystyle n_{2}} van 2 naar oneindig te laten lopen, worden de spectraallijnen, bekend als de Lymanserie, verkregen die convergeren naar 91nm, op dezelfde wijze:
| {\displaystyle n_{1}} | {\displaystyle n_{2}}                | Naam           | Convergeert naar |
| --------------------- | ------------------------------------ | -------------- | ---------------- |
| 1                     | {\displaystyle 2\rightarrow \infty } | Lymanserie     | 91 nm            |
| 2                     | {\displaystyle 3\rightarrow \infty } | Balmerserie    | 365 nm           |
| 3                     | {\displaystyle 4\rightarrow \infty } | Paschenserie   | 821 nm           |
| 4                     | {\displaystyle 5\rightarrow \infty } | Brackettserie  | 1459 nm          |
| 5                     | {\displaystyle 6\rightarrow \infty } | Pfundserie     | 2280 nm          |
| 6                     | {\displaystyle 7\rightarrow \infty } | Humphreysserie | 3283 nm          |

De Lymanserie zit in het ultraviolet spectrum, de Balmerserie in het zichtbare spectrum en de Paschen-, Brackett-, Pfund- en Hunmphreysseries zitten in het infrarode spectrum.

## Rydberg-formule voor een element lijkend op waterstof
De bovenstaande formule kan worden uitgebreid voor elk element met soortgelijke eigenschappen als die van waterstof.
{\displaystyle {\frac {1}{\lambda _{\mathrm {vac} }}}=RZ^{2}\left({\frac {1}{n_{1}^{2}}}-{\frac {1}{n_{2}^{2}}}\right)}
waar
{\displaystyle \lambda _{\mathrm {vac} }} de golflengte van het uitgezonden licht in vacuüm,
{\displaystyle R} de Rydbergconstante voor dit element,
{\displaystyle Z} het atoomnummer, het aantal protonen in de atoomkern,
{\displaystyle n_{1}} en {\displaystyle n_{2}} zijn gehele getallen, zodanig dat {\displaystyle n_{1}<n_{2}}.
Het is belangrijk te weten dat deze formule alleen kan worden toegepast op elementen die gelijksoortig zijn aan waterstof. Er mag slecht één elektron beschikbaar zijn om over te springen van de ene naar de andere schil. Voorbeelden hiervan zijn He1+, Li2+, Be3+ enzovoort.

## Ontstaan
Tegen 1890 had Rydberg een formule ontdekt die de relatie tussen de golflengtes in het spectrum van alkalimetalen beschreef en hij merkte op dat de Balmer-vergelijking een bijzonder geval was. Hoewel de Rydberg-formule later onnauwkeurig bleek voor zwaardere atomen, wordt ze nog steeds als nauwkeurig beschouwd voor alle elementen lijkend op waterstof en alkalimetalen met een enkel valentie-elektron ver weg van de binnenste elektronenschillen.
Rydberg vereenvoudigde zijn berekeningen door gebruik te maken van het "golfgetal" (het aantal golven dat binnen een lengte-eenheid kan worden gevonden) als meeteenheid. Hij zette de golfgetallen van opeenvolgende spectraallijnen in elke serie uit tegen opeenvolgende integers die de volgorde van de lijnen in die serie voorstelde. Hij merkte op dat de curves gelijkvormig waren en zocht naar een functie die al deze grafieken kon produceren wanneer de juiste constantes werden ingevoerd.

## Bron
- Mike Sutton, "Getting the numbers right – the lonely struggle of Rydberg" Chemistry World, Vol. 1, No. 7, juli 2004.